# Benzyl xyanua
Benzyl xyanua (viết tắt là BnCN) là một hợp chất hữu cơ với công thức hóa học C6H5CH2CN. Chất lỏng thơm không màu này là một yếu tố đầu tiên quan trọng cho nhiều hợp chất trong hóa học hữu cơ.

## Điều chế
Benzyl xyanua có thể được sản xuất thông qua quá trình tổng hợp Nitril Kolbe giữa benzyl chloride và natri xyanua hoặc bằng cách oxy hóa cacbornxyl hóa phenylalanine.

## Tính chất hóa học
Benzyl xyanua có thể được thủy phân để tạo ra axit phenylacetic hoặc được sử dụng trong phản ứng Pinner để tạo ra este axit phenylacetic. Hợp chất này cũng tạo thành một "đơn vị methylene hoạt động" trên cacbon giữa vòng thơm và nhóm chức nitrile. Carbon hoạt tính, được gọi là anion nitrile, là một chất phản ứng hữu ích trung gian cho sự hình thành các liên kết carbon-cacbon mới.

## Ứng dụng
Benzyl xyanua được sử dụng làm dung môi và là chất đầu tiên trong quá trình tổng hợp thuốc từ nấm, nước hoa (phenethyl alcohol), kháng sinh và các dược phẩm khác. Sự thủy phân một phần của BnCN dẫn đến 2-phenylacetamid làm thuốc chống co giật.

### Dược phẩm
Benzyl xyanua là một chất hữu ích cho nhiều dược phẩm. Những ví dụ bao gồm:
- Anorectics (e.g. sibutramine)[12]
- Analgesics (e.g. ethoheptazine, ketobemidone, pethidine, and phenoperidine)
- Antiarrhythmics (e.g. disopyramide)
- Antidepressants (e.g. venlafaxine)
- Antihistamines (e.g. levocabastine and chlorphenamine)[13]
- Antimalarial medications (e.g. pyrimethamine)
- Antitussives (e.g. isoaminile, oxeladin, butethamate, pentapiperide, and pentoxyverine)[14]
- Diuretics (e.g. triamterene)[15]
- Hypnotics (e.g. alonimid and phenobarbital)[16]
- Spasmolytics (e.g. pentapiperide and drofenine)[17]
- Stimulants (e.g. methylphenidate)
- Azatadine

## Quy định
Vì benzyl xyanua là chất hữu ích cho nhiều loại thuốc có tiềm năng sử dụng trong giải trí. Nhiều quốc gia điều chỉnh chặt chẽ việc quản lý hợp chất này.

### Hoa kỳ
Benzyl xyanua được quy định tại Hoa Kỳ như là một hóa chất DEA List I.

## An toàn
Benzyl xyanua, như các dẫn xuất benzyl liên quan, là một chất gây kích ứng cho da và mắt. Nó độc và tạo ra độc chất độc hydro xyanua khi đốt.